# Erika Sziva
Erika Sziva (ur. 8 czerwca 1967) – holenderska szachistka pochodzenia węgierskiego, arcymistrzyni od 2001 roku.

## Kariera szachowa
W roku 1989 zajęła w Brnie IV miejsce w turnieju strefowym, dzięki czemu uzyskała awans do rozegranego w następnym roku w Kuala Lumpur turnieju międzystrefowego, który ukończyła na XII miejscu. Rok 1992, w którym zaczęła na arenie międzynarodowej reprezentować Holandię, był wyjątkowy w jej karierze: zdobyła swój pierwszy tytuł indywidualnej mistrzyni kraju (kolejne w latach 1994, 1996, 1998 i 1999) oraz zadebiutowała na szachowej olimpiadzie (do 2000 roku łącznie pięciokrotnie - w tym 3 razy na I szachownicy - startowała w turniejach olimpijskich). W 1997 roku wystąpiła w narodowym zespole w drużynowych mistrzostwach Europy, natomiast w 1999 po raz drugi w swojej karierze zanotowała dobry występ w turnieju strefowym (dz. IV miejsce w Saint-Vincent) i wywalczyła awans do następnego etapu walki o mistrzostwo świata, którym był rok później pucharowy turniej rozegrany w New Delhi. W I rundzie mistrzostw świat przegrała jednak z Natalią Żukową i odpadła z dalszej rywalizacji.
Najwyższy ranking w karierze osiągnęła 1 stycznia 1999 r., z wynikiem 2332 punktów zajmowała wówczas 85. miejsce na światowej liście Międzynarodowej Federacji Szachowej, jednocześnie zajmując 2. miejsce (za Peng Zhaoqin) wśród holenderskich szachistek.